# Резолюция Совета Безопасности ООН 1099
Резолюция Совета Безопасности Организации Объединённых Наций 1099 (код — S/RES/1099), принятая 14 марта 1997 года, по ситуации в Таджикистане и на таджикско-афганской границе Совет продлил мандат Миссии наблюдателей ООН в Таджикистане (МНООНТ) до 15 июня 1997 года и рассмотрел усилия по прекращению конфликта в стране.
В ходе переговоров в Москве президент Таджикистана Эмомали Рахмонов и Объединённая таджикская оппозиция (ОТО) подписали соглашения по военным вопросам и реинтеграции, разоружению и роспуску подразделений ОТО. Совет Безопасности принял к сведению просьбы обеих сторон относительно выполнения соглашений. Между тем, гуманитарная ситуация в Таджикистане ухудшилась, имели место нападения на МНООНТ, миротворческие силы Содружества Независимых Государств (СНГ) и другой международный персонал, что потребовало решения Генерального секретаря ООН Кофи Аннана приостановить деятельность ООН в Таджикистане, за исключением ограниченного присутствия МНООНТ. Другой персонал был временно эвакуирован в Узбекистан.
Совет Безопасности приветствовал соглашения, достигнутые обеими сторонами, призвал обе стороны полностью соблюдать их и отметил, что режим прекращения огня в целом соблюдался. Жестокое обращение с МНООНТ и другим международным персоналом было сурово осуждено, и правительству Таджикистана было предложено принять ответные меры безопасности. Мандат МНООНТ был продлен при условии, что Тегеранское соглашение останется в силе и будут достигнуты обязательства по другим соглашениям.
Генеральный секретарь должен был информировать Совет о ситуации, и ему было предложено представить к 30 апреля 1997 года доклад о возможных путях, которыми Организация Объединённых Наций могла бы помочь в осуществлении мирных соглашений, и далее представить к 1 июня 1997 года доклад о рекомендациях по присутствию Организации Объединённых Наций в стране. Наконец, государствам-членам было предложено внести вклад в добровольный фонд, созданный в резолюции 968 (1994) для удовлетворения гуманитарных потребностей.